# KCharSelect

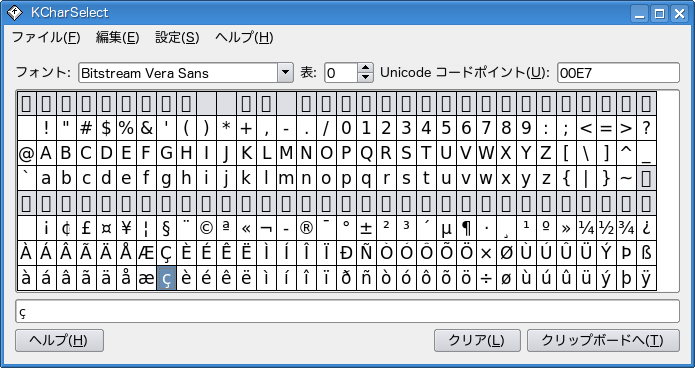

KCharSelect （KDE 字符选择工具）是一种从所有已安装字体中选择特殊字符并将它们以不同格式（纯文本、Unicode 或 HTML）复制到剪贴板的工具。 

## 基本介绍
选中预览中的字符，双击或按回车键（Enter 键）将可将该字符添加到字体预览下方的栏中。该功能允许收集一个字或一组几个字符并将它们一起复制到剪贴板。 
使用翻转文字（在“编辑”菜单中）来反转所选字符的顺序。通常，字符默认被添加到下方文字的右端或光标位置。选中“反向”框（在“编辑”菜单中），您可以更改此行为并在左侧添加字符。
可以按照其类别浏览字符，或通过搜索其名称来快速找到某个字符。 KCharSelect 显示有关所选字符的各种信息。 这不仅包括 Unicode 字符名称，还包括别名，一般注释和对相似字符的交叉引用。
为了技术用途，字符的不同表示会被显示。 KCharSelect 还包含用于显示英文定义和不同发音的东亚字符的 Unihan 数据。